# NS-Baureihe 6300
Die NS-Baureihe 6300 war eine schwere Güterzug-Tenderlokomotive der Niederländischen Eisenbahnen (NS). Die 22 Exemplare der Baureihe wurden 1930 und 1931 von Henschel & Sohn in Kassel und Schwartzkopff in Wildau bei Berlin erbaut. 1958 wurde das letzte Exemplar dieser schwersten und stärksten Tenderlok der NS aus dem Betrieb genommen.

## Geschichte

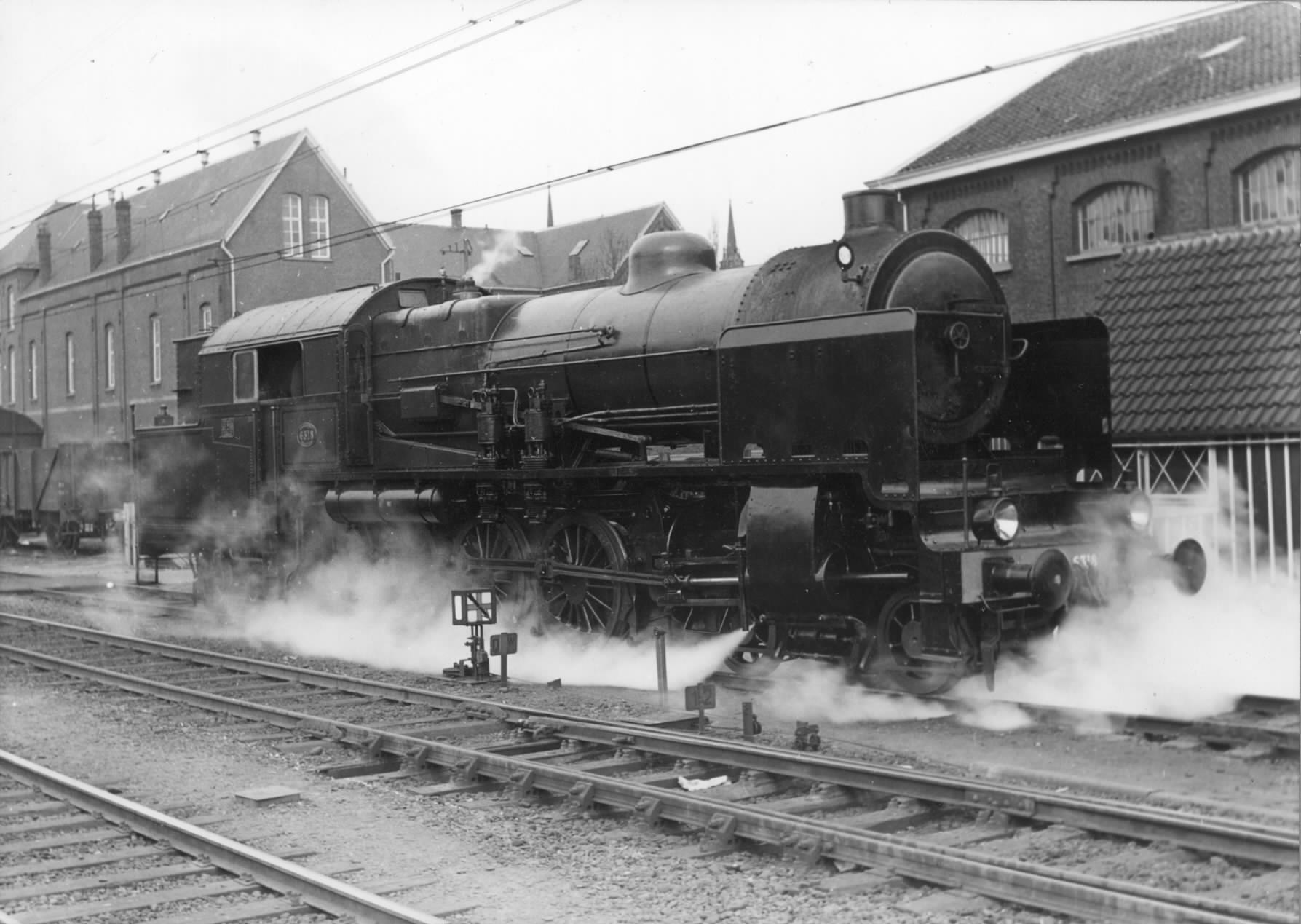
Lokomotive 6318 in Tilburg im Jahr 1954

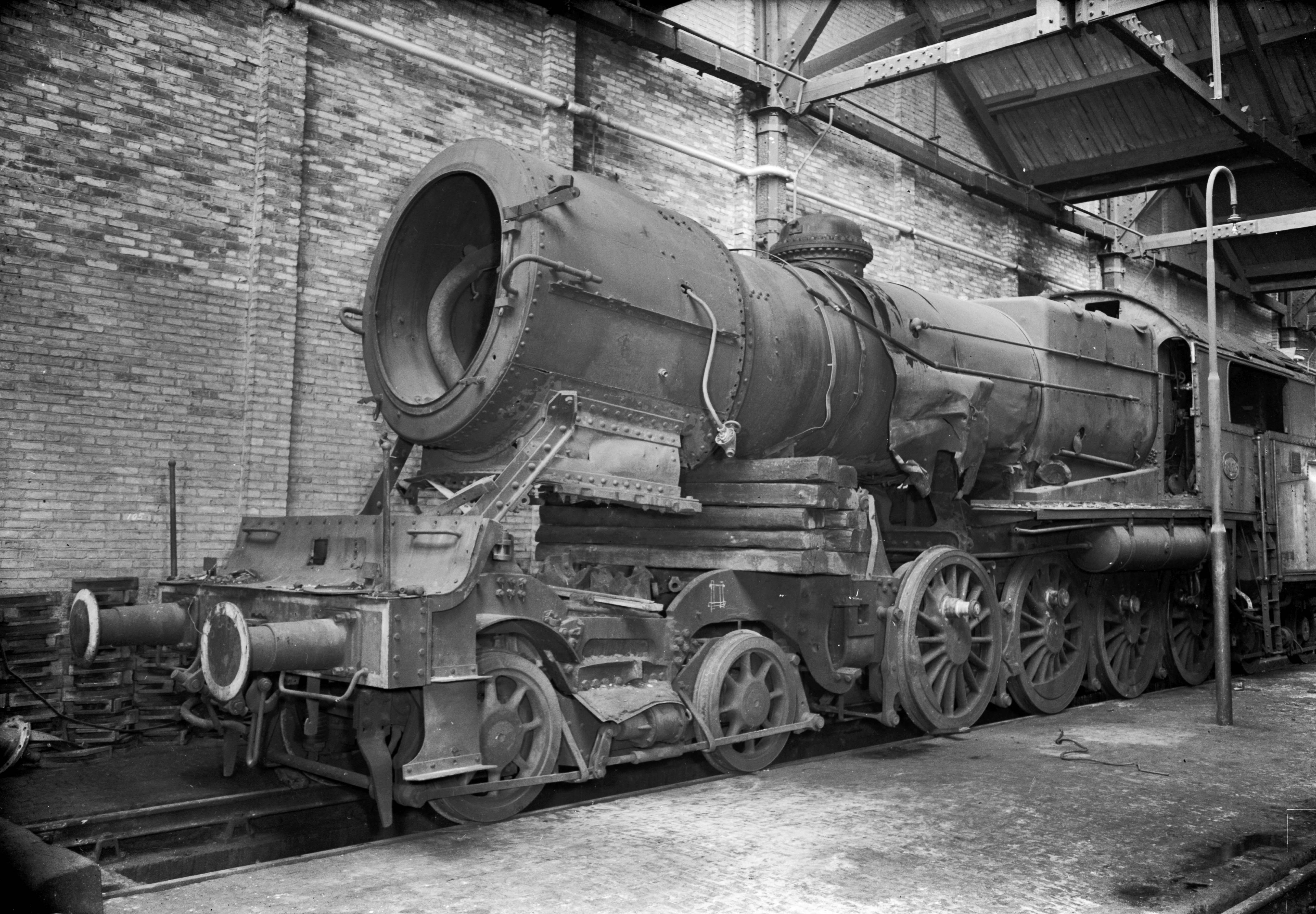
Kriegsschäden an der Lokomotive 6322 im Januar 1945

In den 1920er Jahren bewältigte die neugegründete NS ihren Güterverkehr noch weitgehend mit älteren Dreikupplern. Die Anfang der 1920er Jahre bei Werkspoor beschaffte NS-Baureihe 4600, eine 1'D-Schlepptenderlokomotive, hatte sich aufgrund ihres unruhigen Laufs nicht bewährt. Der Ausbau der Kohleförderung im Südlimburger Revier erforderte aber stärkere Lokomotiven. Abgeleitet von der neuen Schnellzuglokomotive der NS-Baureihe 3900 entwickelte Henschel daher in Zusammenarbeit mit der NS eine neue schwere Güterzugtenderlokomotive. 1930 lieferte Henschel 10 Stück, 1931 kamen von Schwartzkopff weitere 12 Exemplare.
Bei Probefahrten beförderten die Lokomotiven unter anderem einen aus 20 Schnellzugwagen bestehenden Versuchszug mit einem Gewicht von rund 700 Tonnen und erreichte dabei kurzzeitig 100 km/h. Mit 60 km/h beförderte sie einen Güterzug von Eindhoven nach Utrecht, mit diesen Leistungen erfüllte sie alle Erwartungen der NS.
Die Lokomotiven kamen vorwiegend in Limburg zum Einsatz, daneben auch in anderen Regionen der südlichen Niederlande. Vor dem Zweiten Weltkrieg waren sie in Maastricht, Heerlen und Eindhoven stationiert. Ihr Hauptaufgabengebiet war der Kohleverkehr von Limburg in Richtung Norden. Vereinzelt zogen sie aber auch Reisezüge, vor allem von Eindhoven aus.
Nach Besetzung der Niederlande im Westfeldzug durch die deutsche Wehrmacht mussten die NS umfangreich Lokomotiven an die Deutsche Reichsbahn abgeben. Die Reihe 6300 blieb aufgrund ihrer Bedeutung für den kriegswichtigen Kohleverkehr davon zunächst verschont; erst nach dem Generalstreik der niederländischen Eisenbahner gegen die Besatzer am 17. September 1944 verbrachten diese die Hälfte der 22 Maschinen nach Deutschland. Eine der Lokomotiven blieb verschollen, alle anderen kehrten nach 1945 in die Niederlande zurück. Vier Maschinen wurden allerdings aufgrund zu großer Kriegsschäden ausgemustert.
In der Nachkriegszeit setzte die NS die Reihe zunächst in Venlo und Maastricht ein, ab 1951 ausschließlich von Maastricht aus. Wie vor dem Krieg war der Kohleverkehr ihre Hauptaufgabe, aus dem sie allerdings schrittweise durch neue Diesellokomotiven verdrängt wurde. Außerdem waren die kurzen Personenzüge der grenzüberschreitenden Strecke von Maastricht ins belgische Visé ihre Aufgabe. Im Sommer 1957 waren lediglich noch zwei Lokomotiven planmäßig erforderlich, ab November 1957 war nur noch eine Lokomotive betriebsfähig. Diese wurde am 6. Januar 1958 ausgemustert. Mit der Lokomotive 6317 blieb im Utrechter Eisenbahnmuseum eine Lokomotive dieser Baureihe erhalten.

## Technik

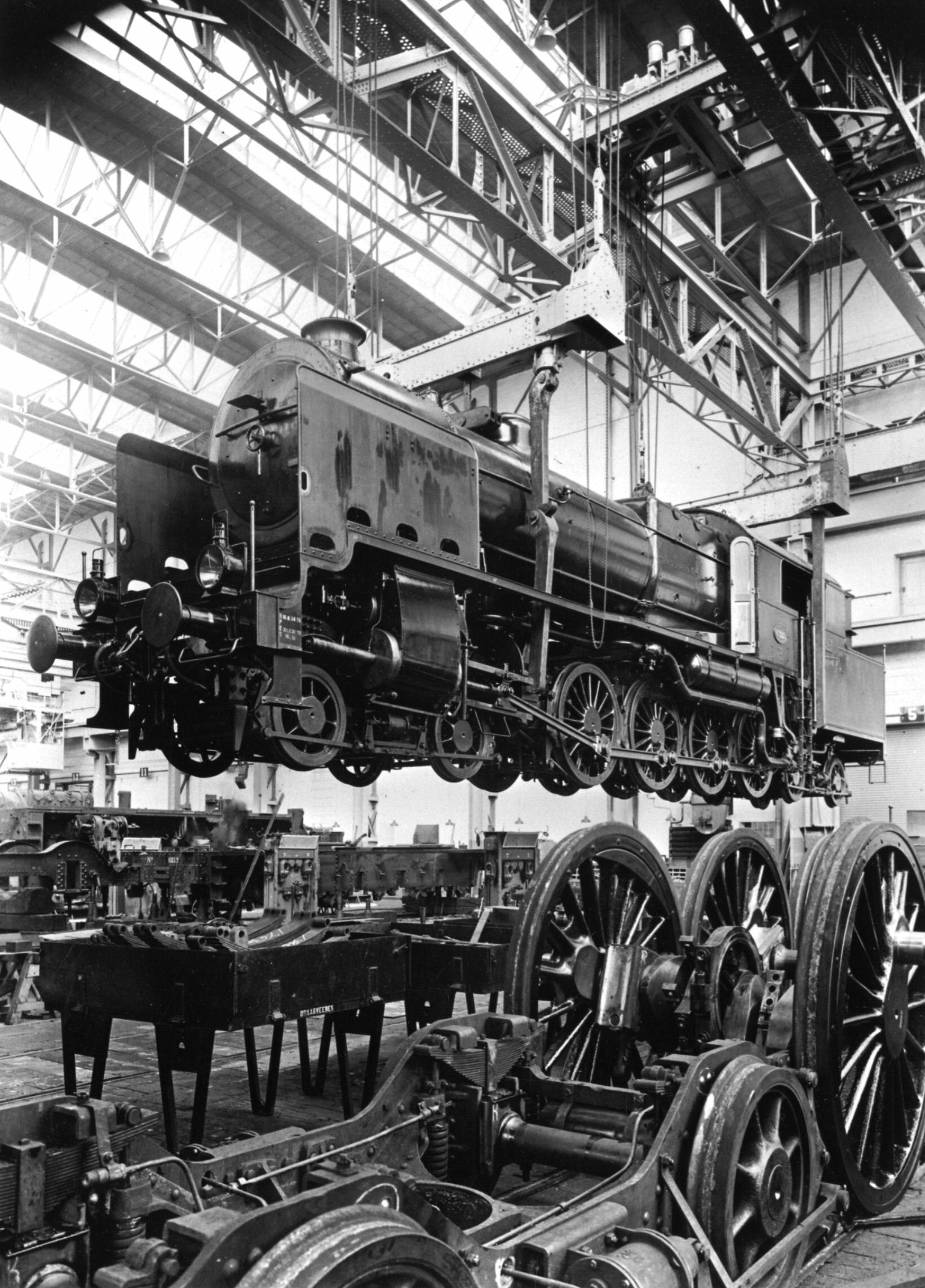
Lokomotive 6322 im Ausbesserungswerk Tilburg um 1937

In ihren wesentlichen Konstruktionsmerkmalen ist die 6300 von der ebenfalls von Henschel entworfenen Baureihe 3900 abgeleitet. Sie ist ebenfalls als Vierling ausgeführt, bei der alle vier Zylinder mit Frischdampf versorgt werden. Der Antrieb erfolgt gleichfalls über die erste Kuppelachse, die Steuerung ist analog zur 3900 als innenliegende Walschaerts-Steuerung ausgeführt, wobei jeweils über Zwischenwellen von den innenliegenden Steuerungen auch die Außenzylinder gesteuert wurden. Aufgrund des kurzen Abstands zwischen Vorlaufgestell und der Treibachse erhielten die Zylinder eine leicht geneigte Anordnung. Dieses Triebwerk bewirkte sehr gute und ruhige Laufeigenschaften, sorgte jedoch für einen hohen Kohleverbrauch, vor allem vor schweren Güterzügen. Die Baureihe war daher beim Personal als Kohlefresser verschrien und nicht sonderlich beliebt. Sie erhielt von den Heizern aufgrund der hohen körperlichen Anforderungen vor den schweren Kohlezügen den wenig freundlichen Spitznamen „De Beul“ (deutsch: „Der Henker“).
Der Kessel ist mit dem Belpaire-Kessel der Baureihe 3900 weitgehend baugleich. Äußerlich fällt lediglich der Verzicht auf die kupferne Verkleidung des Dampfdoms auf – dieser Schmuck war Schnellzuglokomotiven vorbehalten, der Schornstein bekam aber wie bei der 3900 einen kupfernen Rand. Dieser wurde im Zweiten Weltkrieg zur Buntmetallgewinnung entfernt. Die Lokomotiven beider Serien besaßen ab Werk Windleitbleche. Ab Werk waren sie mit zwei Speisepumpen ausgerüstet. Auffällig sind fehlende seitliche Wasserkästen, alle Wasservorräte waren hinter dem Führerstand untergebracht. Vorteilhaft an dieser Anordnung war, dass das Reibungsgewicht – wie die 3900 besaß die 6300 einen Achsdruck von maximal 18 Tonnen – auf den Kuppelachsen unabhängig von den verbrauchten Vorräten weitgehend gleich blieb.